# Savoy Hotel (Berlin)

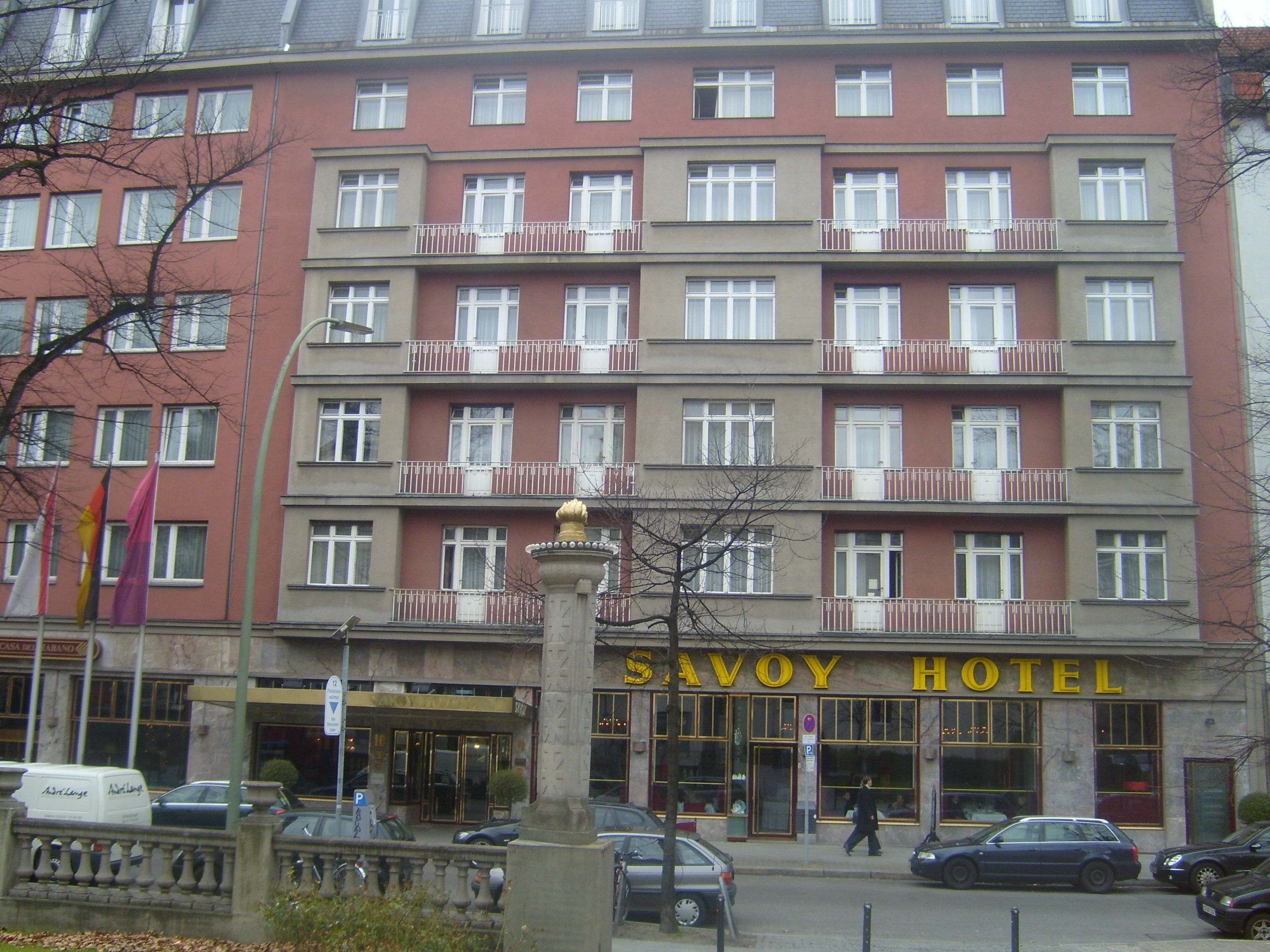
Savoy Hotel Berlin-Charlottenburg

Das Savoy Hotel im Berliner Ortsteil Charlottenburg wurde 1929 von dem Architekten Heinrich Straumer erbaut. Es liegt in der Fasanenstraße, einer Seitenstraße des Kurfürstendamms.

## Geschichte
Das Savoy war das erste Berliner Hotel, in dem jedes Zimmer über ein eigenes Bad und einen elektrischen Zimmermädchenruf verfügte. Der Baustil ist schlicht und elegant gehalten. Als die Japanische Botschaft in Berlin-Tiergarten im Zweiten Weltkrieg durch alliierte Luftangriffe ausgebombt war, nutzten die Mitarbeiter einzelne Zimmer des Hotels von 1943 bis 1945 als Ersatz. Das Savoy überstand den Krieg unbeschädigt. 1945 und 1946 diente es dem Vereinigten Königreich als Hauptquartier in der besetzten Stadt. Anfang der 1950er Jahre wurde das Savoy als eines der ersten Häuser Berlins wieder seiner Bestimmung als Hotel zugeführt. 1957 wurde es um 30 Zimmer erweitert und um eine Bar, die 1984 den Namen Times Bar erhielt. Sie zählt zu den Klassikern der Berliner Barszene, verfügt über eine eigene Bibliothek und ein reichhaltiges Angebot an kubanischen Zigarren. In den 1980er Jahren entstand die sogenannte ‚Bel Etage‘ im sechsten Obergeschoss mit zwölf klimatisierten Zimmern sowie Dachterrassen mit Ausblick über die Stadt. Das Hotel wird seit März 2021 saniert und umgebaut.

## Prominente Gäste
Im Laufe seiner Geschichte hatte das Savoy Hotel viele prominente Gäste wie beispielsweise Maria Callas, Romy Schneider, Greta Garbo und Helmut Newton zu Besuch. Romy Schneider wohnte dort in den 1950er Jahren während der Dreharbeiten zum Film Wenn der weiße Flieder wieder blüht. Bekannte Schriftsteller wie der amerikanische Autor Henry Miller, der das Hotel in den 1960er Jahren besuchte, oder die deutschen Literaturnobelpreisträger Thomas Mann und Heinrich Böll waren Stammgäste.

## Sonstiges
Bereits zur Jahrhundertwende gab es ein Hotel gleichen Namens in Berlin. Es befand sich in der Friedrichstraße 103, wo heute der Admiralspalast steht.